# Kutná (Karkonosze)
Kutná (niem. Quetschenstein) – szczyt w Karkonoszach w obrębie masywu Rýchory, będącego przedłużeniem ku południowi Lasockiego Grzbietu.

## Opis
Kutná położona jest na północno-zachodnim krańcu Rýchor. Wszystkie zboocza poza południowo-wschodnim są strome i długie. Na północnym wschodzie łączy się ze szczytem Mravenečník, a na południowym wschodzie z masywem Dvorský les. Ku północnemu zachodowi i ku południowemu zachodowi odchodzą boczne grzbiety. W tym drugim, południowym zaznaczaj się wzniesienie Černý vrch.

## Wody
Masyw odwadniany jest przez lewe dopływy Úpy. Wschodnie i północne zbocza odwadnia Albeřický potok i jego dopływ Suchý potok, zachodnie Maxův potok. Jego źródło (Rýchorská studánka) znajduje się 300 m na południe od wierzchołka Kutné, obok zielonego szlaku.

## Roślinność
Wierzchołek i stoki porośnięte lasami, z przewagą świerka. Na części wschodnich zboczy rozciągają się łąki.

## Ochrona przyrody
Cały masyw leży w obrębie Parku Narodowego (Krkonošský národní park, KRNAP).

## Turystyka
Na szczyt prowadzą szlaki turystyczne:
- żółty szlak z miejscowości Horní Maršov,
- żółty szlak ze Svobody nad Úpou,
- zielony szlak ze Svobody nad Úpou,
- niebieski szlak z Trutnova,
- czerwony szlak z Trutnova,
- zielony szlak z Žacléřa

Na wierzchołku znajdują się pozostałości spalonego schroniska Maxova bouda. Jest to miejsce widokowe ze wspaniałą panoramą wschodnich Karkonoszy. W miejscu tym planowano w latach 2013-2014 budowę wieży widokowej.
100 m na południe stoi schronisko Rýchorská bouda.
Na północno-zachodnich zboczach znajduje się kilka lekkich schronów – rzopików.